# Liste des îles de Guinée-Bissau

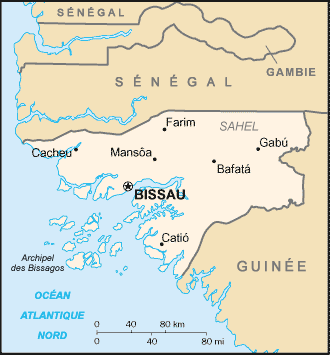
Carte de la Guinée-Bissau.

Cet article recense les îles de la Guinée-Bissau.

## Bijagos
L'archipel des Bijagos (ou Bissagos) est constitué de 88 îles ou îlots, dans l'océan Atlantique, à l'embouchure du rio Geba. Une vingtaine sont habitées. L'ensemble de ces îles forment la région de Bolama-Bijagos, subdivisée en 4 secteurs :
- Bolama :
  - Bolama
  - Galinhas

- Bubaque :
  - Anagaru
  - Anchurupi
  - Bubaque
  - Meneque
  - Orangozinho

- Caravela :
  - Carache
  - Caravela
  - Enu
  - Formosa
  - Maio
  - Ponta
  - Porcos
  - Unhacomo
  - Unhocomozinho

- Uno :
  - Bana
  - Cavalos
  - Egubane
  - João Vieira
  - Meio
  - Orango
  - Poilão
  - Canhabaque
  - Rubane
  - Soga
  - Uno
  - Uracane

## Cacheu
Dans la région de Cacheu :
- Jeta
- Ocurri
- Pecixe

## Tombali
Dans la région de Tombali :
- Melo